# Pyrococcus horikoshii
Pyrococcus horikoshii es una especie de arquea anaerobia y hipertermófila. Fue aislado por primera vez de fluido hidrotermal recogido de fuentes hidrotermales en la depresión Okinawa a una profundidad de 1395 m (4576 pies). Esta especie es estrictamente heterótrofa, y las células poseen forma de coco irregular con grupos de flagelos. Su temperatura optimal es 98 °C, y crece mejor en la presencia de azufre.

## Usos industriales
Esta especie tiene una endoglucanasa que es muy estable a temperaturas altas y puede procesar celulosas. Esta enzima puede tener aplicaciones en la industria textil en el tratamiento de los productos de algodón.

## Otras lecturas
- Theriot, Casey M.; Semcer, Rebecca L.; Shah, Saumil S.; Grunden, Amy M. (2011). «Improving the Catalytic Activity of Hyperthermophilic Pyrococcus horikoshii Prolidase for Detoxification of Organophosphorus Nerve Agents over a Broad Range of Temperatures». Archaea 2011: 1-9. ISSN 1472-3646. doi:10.1155/2011/565127.
- Ando, Susumu; Ishikawa, Kazuhiko; Ishida, Hiroyasu; Kawarabayasi, Yutaka et al. (1999). «Thermostable aminopeptidase from Pyrococcus horikoshii». FEBS Letters 447 (1): 25-28. ISSN 0014-5793. doi:10.1016/S0014-5793(99)00257-4.
- Appolaire A; Rosenbaum E; Durá MA (August 2013). «Pyrococcus horikoshii TET2 Peptidase Assembling Process and Associated Functional Regulation». The Journal of Biological Chemistry 288 (31): 22542-54. PMID 23696647. doi:10.1074/jbc.M113.450189. Consultado el 6 de agosto de 2013.
- Ando S; Ishida H; Kosugi Y; Ishikawa K (January 2002). «Hyperthermostable endoglucanase from Pyrococcus horikoshii». Applied and Environmental Microbiology 68 (1): 430-3. PMC 126571. PMID 11772658. doi:10.1128/AEM.68.1.430-433.2002. Consultado el 6 de agosto de 2013.
- Manjunath K; Kanaujia SP; Kanagaraj S; Jeyakanthan J et al. (February 2013). «Structure of SAICAR synthetase from Pyrococcus horikoshii OT3: insights into thermal stability». International Journal of Biological Macromolecules 53: 7-19. PMID 23137517. doi:10.1016/j.ijbiomac.2012.10.028. Consultado el 6 de agosto de 2013.